# Speocera suratthaniensis
Speocera suratthaniensis är en spindelart som beskrevs av Christa L. Deeleman-Reinhold 1995. Speocera suratthaniensis ingår i släktet Speocera och familjen Ochyroceratidae.
Artens utbredningsområde är Thailand. Inga underarter finns listade i Catalogue of Life.